# Saint-Côme, Québec
Saint-Côme är en kommun i provinsen Québec i Kanada. Den ligger i regionen Lanaudière, i den sydöstra delen av landet, 180 km nordost om huvudstaden Ottawa. Antalet invånare var 2 583 vid folkräkningen 2021. Landarean är 165 kvadratkilometer.